# Pomnik Radziecko-Polskiego Braterstwa Broni
Pomnik Radziecko-Polskiego Braterstwa Broni (ros. Памятник советско-польскому братству по оружию, na pomniku widnieje także napis po polsku, będący niedokładnym tłumaczeniem nazwy rosyjskiej: Monument Ku Chwale Radziecko-Polskiego Braterstwa Broni) – pomnik znajdujący się w rosyjskim mieście Riazań upamiętniający radziecko-polskie braterstwo broni w czasie II wojny światowej.
Pomnik wzniesiono w 1983 w związku z 40. rocznicą sformowania w obozie w Sielcach nad Oką pierwszej jednostki Ludowego Wojska Polskiego – 1 Polskiej Dywizji Piechoty im. Tadeusza Kościuszki. Uroczyste odsłonięcie pomnika odbyło się 5 maja 1984 w czasie wizyty w ZSRR Wojciecha Jaruzelskiego wraz z polską delegacją partyjno-państwową.

## Galeria

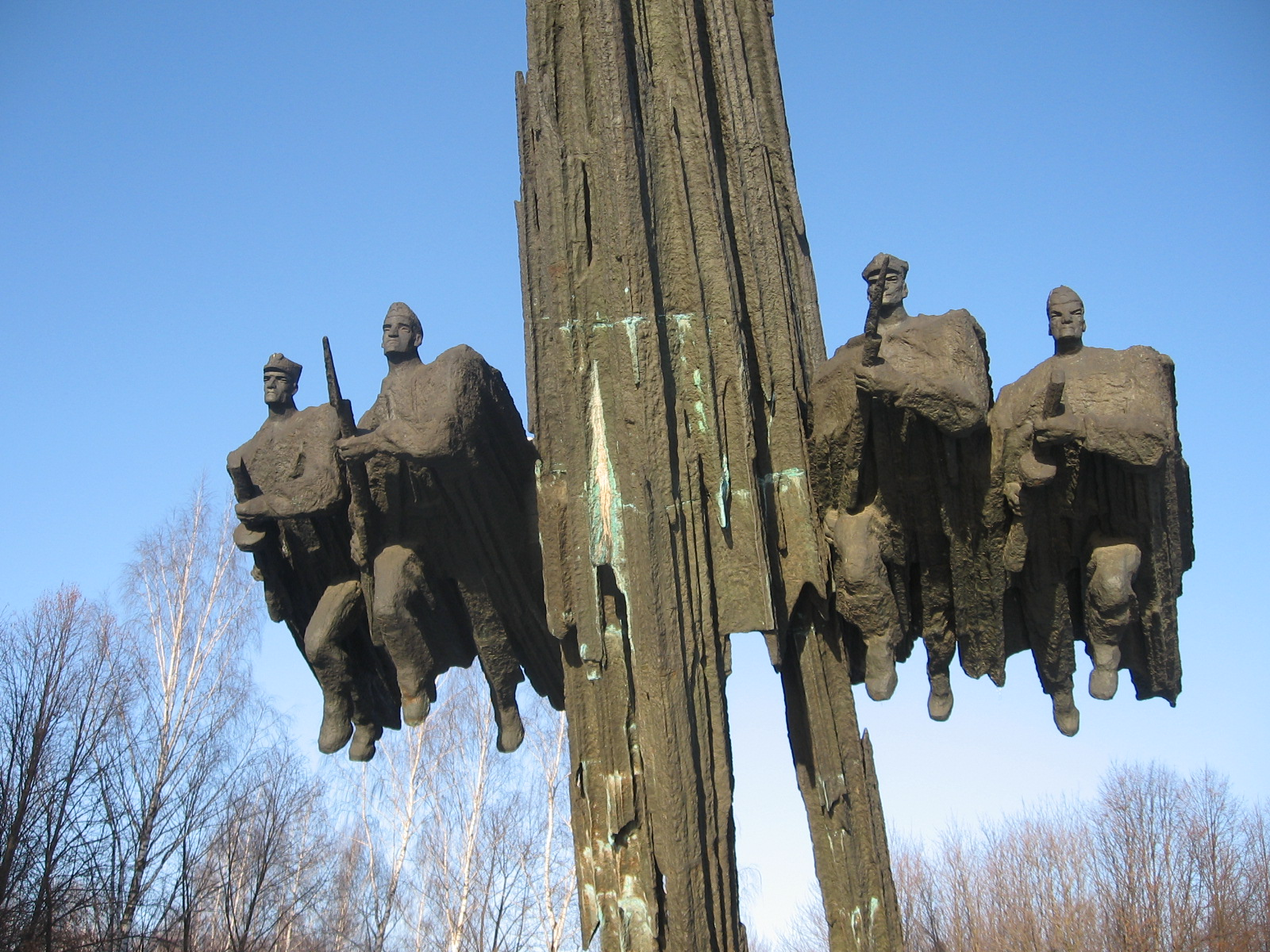
Żołnierze polscy i radzieccy z karabinami i pepeszami
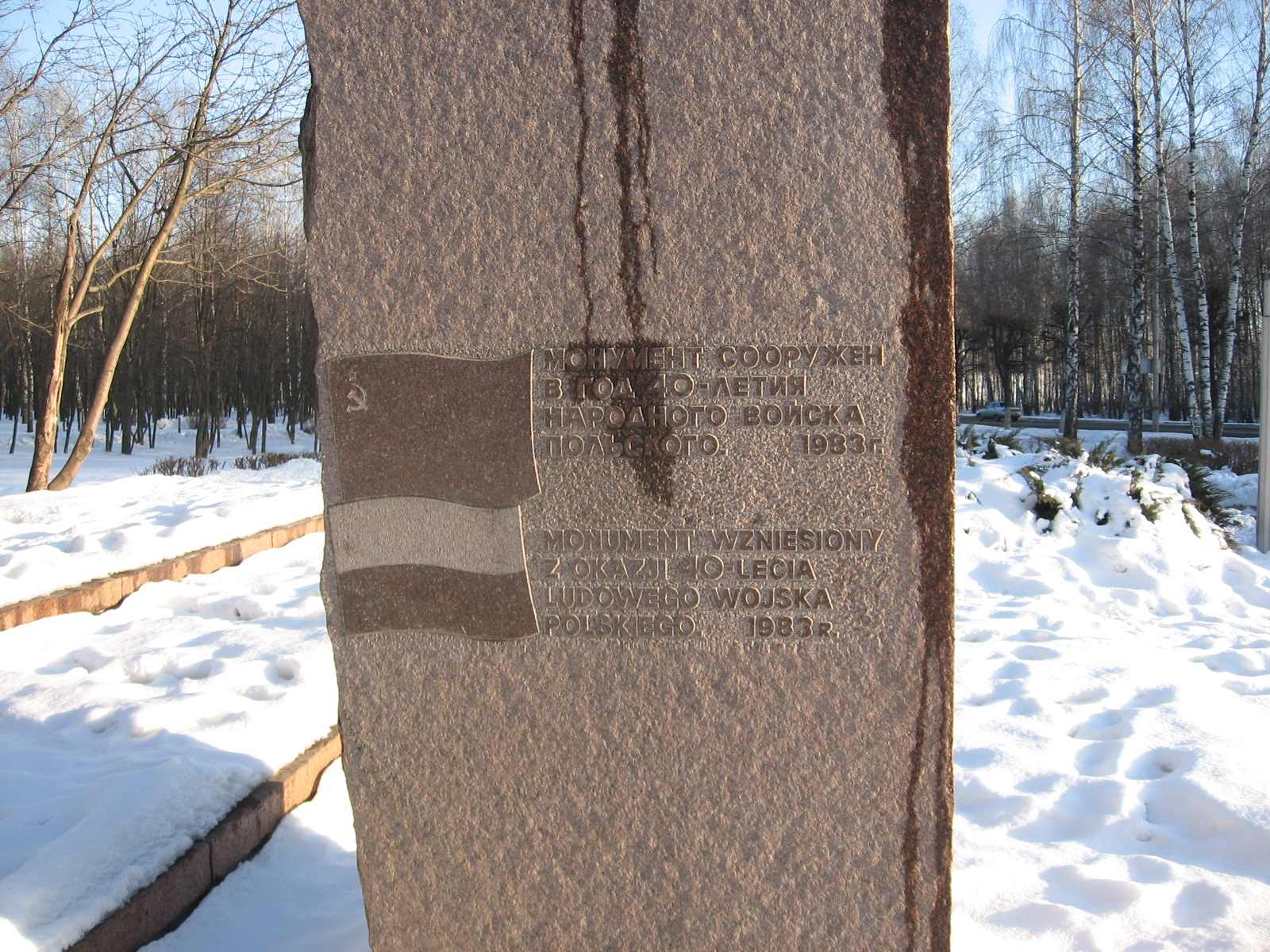
Napisy na pomniku